# Michael Arroyo
Michael Antonio Arroyo Mina (Guayaquil, 23 aprile 1987) è un calciatore ecuadoriano, centrocampista dell'Espartanos Chanduy.

## Caratteristiche tecniche
Giocatore duttile e buon tiratore di punizioni.

## Carriera

### Nazionale
Viene convocato per la Copa América Centenario negli Stati Uniti.

## Palmarès

### Club

#### Competizioni nazionali
- Campionato ecuadoriano: 2

Deportivo Quito: 2009
Barcelona SC: 2012
- Campionato messicano: 2

América: Clausura 2013, Apertura 2014

#### Competizioni internazionali
- CONCACAF Champions League: 2

América: 2014-2015, 2015-2016
- Coppa Libertadores: 1

Grêmio: 2017